# Trillion Game
Trillion Game (яп. トリリオンゲーム торирион гэ:му, «Игра на триллион») — японская манга, написанная Риитиро Инагаки и проиллюстрированная Рёити Икэгами. С декабря 2020 года публикуется в журнале Big Comic Superior. Адаптация в виде дорамы транслировалась с июля по сентябрь 2023 года. Премьера аниме-сериала, созданного студией Madhouse, запланирована на октябрь 2024 года. Премьера игрового фильма запланирована на февраль 2025 года.
Манга получила премию Shogakukan в 2024 году.

## Синопсис
Основатели крупной компании Trillion Game, Хару и Гаку, — двое парней, которые стали первыми японцами в XXI веке, вошедшими в топ-10 миллиардеров мира. История разворачивается с точки зрения Гаку, который вспоминает, как он зашёл так далеко: его первую встречу с Хару, их создание Trillion Game и людей, которые причастны к успеху компании.

## Персонажи

### Главные персонажи
- Хару Тэннодзи (яп. 天王寺 陽 Тэнно:дзи Хару)

Сэйю: Такэо Оцука
- Манабу «Гаку» Тайра (яп. 平 学 Тайра Манабу)

Сэйю: Сёя Исигэ
- Кирика Кокурю (яп. 黒龍 キリカ Кокурю: Кирика)

Сэйю: M・A・O
- Ринрин Такахаси (яп. 高橋 凜々 Такахаси Ринрин)

Сэйю: Юки Танака

## Медиа

### Манга
Trillion Game, написанная Риитиро Инагаки и проиллюстрированная Рёити Икэгами, была опубликована в журнале Big Comic Superior 11 декабря 2020 года. Главы собраны в отдельные танкобоны издательством Shogakukan. Первый том был выпущен 30 марта 2021 года. По состоянию на 30 апреля 2024 года было выпущено девять томов.
В феврале 2024 года Viz Media объявило, что лицензировало мангу и опубликует первый том на английском языке 17 сентября того же года.

#### Список томов
| № | Дата выпуска в Японии | ISBN в Японии     |
| - | --------------------- | ----------------- |
| 1 | 30 марта 2021 года    | 978-4-09-861010-5 |
| 2 | 4 августа 2021 года   | 978-4-09-861113-3 |
| 3 | 4 января 2022 года    | 978-4-09-861228-4 |
| 4 | 4 июля 2022 года      | 978-4-09-861320-5 |
| 5 | 28 октября 2022 года  | 978-4-09-861456-1 |
| 6 | 30 марта 2023 года    | 978-4-09-861605-3 |
| 7 | 12 июля 2023 года     | 978-4-09-861853-8 |
| 8 | 30 ноября 2023 года   | 978-4-09-862626-7 |
| 9 | 30 апреля 2024 года   | 978-4-09-862691-5 |

### Дорама
23 марта 2023 года было объявлено об экранизации манги в виде телесериала. Главные роли исполнили Рэн Мэгуро в роли Хару Тэннодзи и Хаято Сано в роли Манабу «Гаку» Тайры. Сериал транслировался на TBS TV с 14 июля по 15 сентября 2023 года. Группа Snow Man исполняет заглавную песню дорамы «Dangerholic». Трансляция началась на Netflix по всему миру в октябре 2023 года.
Премьера игрового кино с участием тех же актёров, что и в дораме, назначена на 14 февраля 2025 года.

### Аниме
15 сентября 2023 года было объявлено об адаптации в виде аниме-сериала. Анимационный сериал был снят студией Madhouse. Режиссёром выступил Юдзо Сато, сценаристом — Рюносукэ Кингэцу, Кэй Цутия — дизайнером персонажей, а Такуро Ига — композитором. Премьера запланирована на октябрь 2024 года на TBS TV и других телеканалах. Crunchyroll лицензировала аниме.

## Награды
К сентябрю 2023 года тираж манги превысил 1,5 миллиона экземпляров. Trillion Game была одним из пятидесяти номинантов на премию Next Manga Award в 2021 году. Манга заняла восьмое место в справочнике «Kono Manga ga Sugoi! 2022» в списке «Лучшая манга для мужчин». В том же году она была номинирована на премию «Манга тайсё» и заняла шестое место с 55 баллами. Trillion Game получила премию манги Shogakukan в 2024 году.